# Emiri Miyasaka
Emiri Miyasaka (em japonês: 絵美里) (Tóquio, 16 de junho de 1984) é uma atriz, modelo, dançarina japonesa, competiu no Miss Universo de 2009 em 23 de agosto de 2009 em Bahamas, porém não se classificou.

## Vida Pessoal
Ela estudou na Seijo Academy no ensino fundamental e se formou na Faculdade de Direito da Seijo University.

## Miss Japão 2009
Miyasaka venceu mais de 3.000 candidatas para o título de 2009 no Miss Japão Universo. O júri incluiu a diretora do concurso nacional, Ines Ligron, a cantora Shizuka Kudo, a Miss Japão 2006 Kurara Chibana, o apresentador de TV Chris Peppler, entre outros. Miyasaka recebeu muita atenção após sua vitória, especialmente depois de ter sido convidada para o escritório do primeiro-ministro, que é uma honra reservada apenas para pessoas muito importantes.
Emiri foi treinada pela diretora nacional do concurso Ines Ligron juntamente com Hiroko Mima, Emiri Miyasaka que preparou para o Miss Universo 2009. Entretanto, apesar de seus esforços, foi eliminada logo na primeira fase.

### Controvérsias durante o Miss Universo
Quando Miyasaka apareceu com seu traje nacional revelado, seu comentário foi:
"Mesmo como representante do meu país que eu quero expressar a minha individualidade. Estou tentando tão duro quanto eu posso recorrer com base na bondade e modéstia da japonesa." 
No entanto, o traje desencadeou reação dos críticos japoneses, alegando que o traje era "a desgraça nacional", zombando do vestuário tradicional  e da cultura japonesa, e foi "um traje estupidamente projetado para uma pessoa estúpida usar". O traje foi desenhado por Yoshiyuki Ogata para a marca Yoshiyuki, juntamente com a diretora do Japan Miss Universe Organization Ines Ligron. Originalmente, a saia era mais longa, mas Ines Ligron decidiu encurtá-la em uma decisão precipitada tomada antes da conferência de imprensa. Após o tumulto, o designer defendeu o traje, dizendo que as críticas eram "dinossauros". No entanto, Miyasaka usava uma versão mais conservadora do design no cortejo real.